# Glycosyltransférase

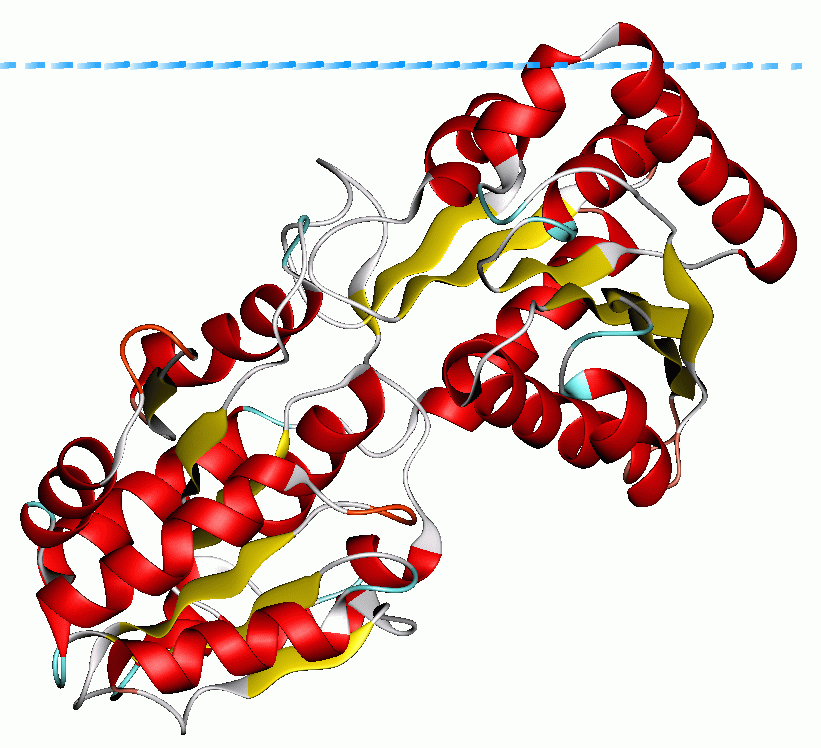
MurG, glycosyltransférase impliquée dans la biosynthèse du peptidoglycane. La ligne bleue délimite la limite des hydrocarbones membranaires.

Les glycosyltransférases (ou glycosyl-transférases, abrégé GT) sont des enzymes avec un numéro E.C. de type 2.4.x.x, qui catalysent le transfert d'un monosaccharide, depuis un sucre activé (donneur), généralement par un phosphate, vers une molécule accepteur (le plus souvent un alcool ou une amine).
Le produit d'une telle réaction peut être un oligosaccharide ou un polysaccharide; bien que certaines glycosyltransférases catalysent le transfert de sucres vers un phosphate inorganique, ou les libèrent dans l'eau[réf. nécessaire].
L'accepteur du transfert peut aussi être un résidu protéique, le plus souvent la tyrosine, la sérine, ou la thréonine lors des O-glycosylations, ou une asparagine lors d'une N-glycosylation. Un mannose activé peut être transféré sur un tryptophane pour former un C-manosyl tryptophane, retrouvé fréquemment chez les eucaryotes[réf. nécessaire].
Il est courant qu'un dérivé nucléotidique serve de donneur de sucre. Les glycosyltransférases utilisant ce type de substrat sont appelées enzyme de Leloir, d'après le scientifique qui découvrit le premier monosaccharide activé par un nucléotide, Luis F. Leloir, prix Nobel de chimie en 1970 pour ses travaux sur le métabolisme des glucides.
Les glycosyltransférases n'utilisant pas de donneur nucléotidiques mais un substrat de type polyprénol pyrophosphate ou polyprénol phosphate, ou encore sucre activé directement par un groupe phosphate ou pyrophosphate. Ces enzymes sont retrouvées chez un grand nombre d'organisme[réf. nécessaire].

## Mécanisme
Les glycosyltransférases, par analogie avec les glycosylhydrolases, catalysent le transfert de l'ose selon un mécanisme qui conserve (rétention) ou inverse la configuration du carbone glycosidique. La plupart des glycosyltransférases sont métallo-dépendantes, envers le magnésium, ou le manganèse, qui jouent le rôle d'acides de Lewis en acceptant les électrons du groupe activateur.
Les glycosyltransférases des mammifères ne reconnaissent que 9 composés nucléotides-sucres différents comme substrat : l'UDP-glucose, l'UDP-galactose, l'UDP-GlcNAc, l'UDP-GalNAc, l'UDP-xylose, l'UDP-acide glucuronique, le GDP-mannose, le GDP-fucose et le CMP-acide sialique. La gamme de nucléotides donneurs est variable d'une espèce à l'autre. De nombreuses glycosyltransférases, chez divers organismes, utilisent des sucres activés par leur liaison à des lipides, notamment des terpènoides tel que les dolichols ou les polyprénols.

## Classification par séquence
Les classifications fondées sur les homologies de séquence se sont montrées efficaces pour prédire la fonction des protéines. CAZy la base de données des enzymes actives sur les glucides, fait état de plus de 90 familles de glycosyltransférases. Le même repliement spatial est attendu pour l'ensemble des enzymes au sein d'une même famille.

## Structure
À l'inverse des glycosylhydrolases, la diversité de structures tridimensionelles rencontrée pour glycosyltransférases semble réduite. Selon la base de données de classification des structures de protéines, seuls 3 types de repliement sont observés pour les glycosyltransférases.
Récemment, un quatrième type de repliement a été découvert pour l'enzyme impliquée dans la biosynthèse de polymère de NAG-NAM, au sein du peptidoglycane.

## Inhibiteurs
De nombreux inhibiteurs des glycosyltransférases sont connus. Nombre sont des substances naturelles, comme la moenomycine, un inhibiteur des glycosyltransférases du peptidoglycane, les nikkomycines, inhibiteur de la synthèse de la chitine, et les échinocandines, inhibiteurs des b-1,3-glucane syntases fongiques. Certain inhibiteurs sont utilisés comme antibiotiques. Moenomycine est utilisée comme complément alimentaire pour animaux. La Caspofungine a été développée à partir des echinocandines, est sert actuellement comme agent antifongique. L'Éthambutol est un inhibiteur des arabinotransférases mycobactériennes et est utilisé dans le traitement de la tuberculose. Le Lufenuron est un inhibiteur des chitine-syntases des insectes et est utilisé contre les puces chez l'animal.

## Déterminants des groupes sanguins
Le système de groupes sanguins ABO est déterminé par le type de glycosyltransférase exprimées chez un individu.
Le gène codant la glycosyltransférase déterminant le groupe sanguin à trois formes alléliques principales: A, B et O. L'allèle A code une alpha-N-acétylgalactose transférase, l'allèle B code galactosyltransférase, et l'allèle O porte une délétion dans l'exon 6, qui la rend inactive. L'accepteur reconnu par cette enzyme est une chaîne oligosaccharidique portée par des lipides ou des protéines qui correspond à l'antigène du groupe O, appelé antigène H.
Ainsi, si un individu porte deux allèles O (un sur chaque chromosome), il ne possède pas d'enzyme capable de modifier l'antigène H, et appartient donc au groupe O.
Tout individu portant un allèle A produira l'antigène A, de même pour l'allèle B. Si une personne possède à la fois un allèle A et un allèle B, il produit les deux types d'antigènes, et appartient au groupe AB.

## Utilisations
Les glycosyltransférases ont été largement utilisées dans la synthèse de glycoconjugués complexes. Différentes approches ont été mises en place :
- utilisation d'enzymes purifiées, soit depuis leur organisme d'origine, soit produite de manière recombinante ;
- synthèse "in vivo", soit en utilisant un organisme capable de produire naturellement la molécule d'intérêt, soit en utilisant un organisme génétiquement modifié pour lui donner cette capacité.

Une des limitations à la production enzymatique à grande échelle de glycoconjugués hors système vivant est l'accès au donneur de sucre. C'est pourquoi des systèmes de régénération des donneurs de sucre ont été mis au point. Un de leurs avantages est d'éviter l'accumulation de donneur de sucre déchargé, produit secondaire de la réaction de transfert, qui est susceptible d'inhiber la catalyse.